# Albrecht David Gabriel von Gross
Albrecht David Gabriel Freiherr von Gross (* 1757 in Bern; † 17. November 1809 in Weimar) war ein aus einem Berner Patriziergeschlecht stammender, in ausländischen Kriegsdiensten stehender hoher Militär. Unter anderem war er Obristlieutenant und trat auch als Schriftsteller über Militärgeschichte hervor.

## Herkunft
Das Geschlecht Gross, dem Albrecht David Gabriel von Gross entstammte, hatte mehrere verdiente hohe Offiziere in fremden Kriegsdiensten aufzuweisen. Seine Eltern waren Franz Gabriel von Gross und dessen Ehefrau Charlotte de Villattes, eine Tochter des holländischen Generalleutnants de Villattes. Sein Vater war Kommandeur von Namur sowie Generalmajor und Oberst eines in holländischen Diensten stehenden Schweizerregiments.

## Leben
Gross bereitete sich durch gründliche Studien auf die ihm in Aussicht gestellte Laufbahn vor. Er trat in das Regimen, in dem sein Vater diente, ein und erhielt 1790 den Rang eines Majors. Im Revolutionskrieg 1794 verteidigte er mutig mit großer Umsicht die Festung Grave unter einem 80-jährigen Kommandanten gegen die Franzosen. Später verfasste er eine wichtige Darstellung der Kriegsereignisse dieses Jahres in den Niederlanden unter dem Titel Journal des principales opérations de la campagne de 1794 dans les provinces unies et les pays de la généralité …. Dieses Werk trug ihm einige Bekanntheit ein.
Als infolge der Eroberung der Niederlande durch die Franzosen die Schweizerregimenter entlassen wurden, kehrte Gross in die Schweiz zurück und leistete wichtige Dienste teils bei der Grenzbesetzung im Kanton Basel 1796, teils beim 1798 ausgetragenen Kampf Berns gegen die Franzosen. Nach dem Fall Berns trat er in englische Kriegsdienste und nahm 1799 an der misslungenen britisch-russischen Unternehmung gegen Den Helder teil. 1803 verließ er den englischen Kriegsdienst und wurde von Herzog Carl August von Weimar mit dem Rang eines Kammerherrn 1803 zum Nachfolger Mouniers als Leiter der von diesem Fürsten errichteten Militärakademie in Belvedere ernannt (1806 aufgelöst). Er starb Ende 1809 in Weimar.

## Werke
Von seiner Beobachtungsgabe und Einsicht in die Militärwissenschaften zeugen verschiedene Schriften in französischer und deutscher Sprache vornehmlich hinsichtlich der neuesten Kriegsereignisse:
- Von dem Dienst des Offiziers im Felde, Gotha 1803 Digitalisat
- Über die höhere Taktik oder kurze Übersicht der Veränderungen, welche der letzte Krieg in dem bisherigen Kriegs-Systeme notwendig machte, 1806 Digitalisat
- Historisch-militärisches Handbuch für die Kriegsgeschichte der Jahre 1792 bis 1808; mit Karte und Atlas, Amsterdam 1808 Digitalisat

Ein Gedicht, das Gross in seiner Jugend verfasste, trug den Titel Le premier navigateur, poème en quatre chants und wurde 1803 in Weimar gedruckt.

## Familie
Gross heiratete Maria Therese Josephine von Arnould († 6. November 1815) aus Namur. Das Paar hatte mehrere Kinder:
- Maria Friederike Albertine (* 1791; † 28. Oktober 1815[4])
- Ludwig Albrecht Joseph Gabriel (* 15. Juli 1793; † 13. April 1857) ⚭ 1821 Amalie von Seebach (* 10. Oktober 1802; † 13. Juni 1879)